# Giordano Piccinotti
Giordano Piccinotti (Manerbio, 23 de febrero de 1975) es un arzobispo italiano presidente de la Administración del Patrimonio de la Sede Apostólica, Arzobispo Titular de Gradisca

## Biografía
Nació en Manerbio, en la provincia y diócesis de Brescia, el 23 de febrero de 1975

### Formación y ministerio sacerdotal
Ingresó en la Sociedad Salesiana de San Giovanni Bosco y completó el noviciado en Pinerolo de 1997 a 1998. Hizo su profesión temporal el 8 de septiembre de 1998 y su profesión permanente el 12 de septiembre de 2004.
El 17 de junio de 2006 fue ordenado sacerdote en la iglesia de San Giovanni Bosco en Brescia por Francesco Beschi, obispo auxiliar de Brescia . 
Tras continuar sus estudios, obtuvo la licenciatura en Teología Espiritual en la Pontificia Universidad Salesiana de Roma . 
Después de su ordenación, dirigió la Fundación Opera Don Bosco nel Mondo de Lugano y la Fundación Opera Don Bosco de Milán y más tarde fue tesorero del consejo directivo de la organización no gubernamental Volontariato Internazionale per lo Sviluppo (VIS). Fue también miembro del consejo asesor de la Fundación Don Bosco en el Mundo en Schaan .

### Ministerio episcopal
El 31 de enero de 2024 el Papa Francisco lo elevó a la dignidad episcopal, nombrándolo arzobispo titular de Gradisca .  El 20 de abril recibió la ordenación episcopal, con el cardenal Ángel Fernández Artime, en la Basílica de Santa María la Mayor, de manos del cardenal Emil Paul Tscherrig, ex nuncio apostólico en Italia y San Marino, co-consagrando al cardenal Cristóbal López Romero, arzobispo de Rabat, y a Lucas Van Looy, obispo emérito de Gante .